# Pterachaenia
Pterachaenia é um género botânico pertencente à família Asteraceae. Contém uma única espécie, Pterachaenia stewartii (Hook.f.) R.R.Stewart, indígena do Afeganistão e Paquistão.